# Julius Stafford Baker
Pour les articles homonymes, voir Baker.
Julius Stafford Baker (1869-1961) est un auteur de bande dessinée et illustrateur britannique, connu pour avoir créé en 1904 le personnage de Tiger Tim, héros de la bande dessinée animalière du même nom qu'il a écrite lui-même jusqu'en 1956 et dont des histoires inédites ont été produites jusqu'en 1985, ce qui en fait le série publiée continuellement le plus longuement de la bande dessinée britannique.
Auteur jeunesse dont les histoires se déploient dans un « univers bon enfant », Baker était fortement inspiré par l'Américain James Swinnerton.